# Papp László Budapest Sportaréna

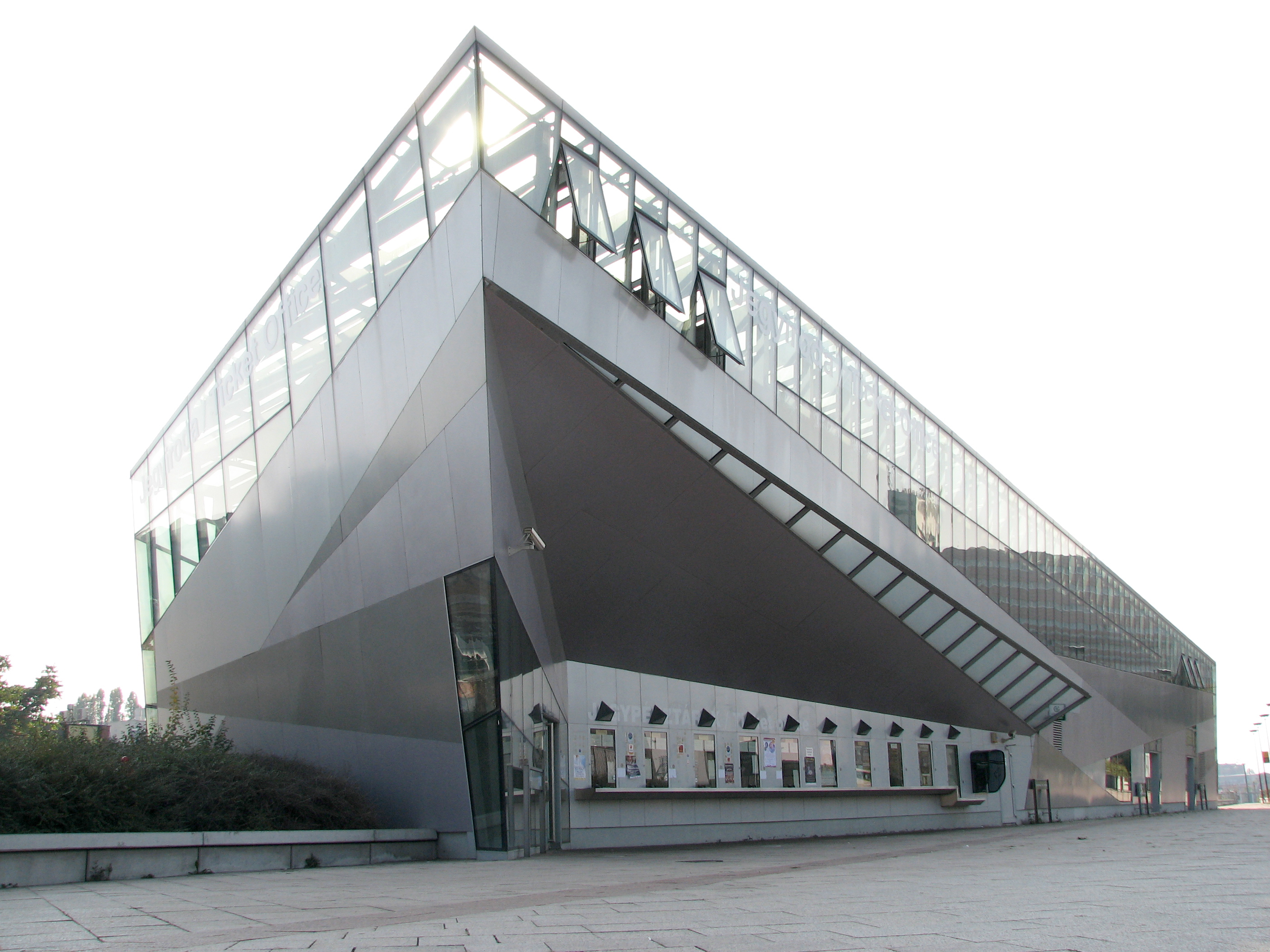
Pokladny budapešťské sportovní arény

Papp László Budapest Sportaréna (česky: Budapešťská sportovní aréna Lászla Pappa) je víceúčelová krytá aréna v maďarské metropoli Budapešti. K jejímu otevření došlo v březnu 2003. Nahradila tak sportovní halu Budapest Sportcsarnok, která na témže pozemku vyhořela do základů v prosinci 1999. Na počest maďarského trojnásobného olympijského vítěze v boxu byla 28. května 2004 pojmenována po Lászlu Pappovi.
Sportovní komplex je místem konání sportovních, uměleckých a společenských události. Maximální kapacita pro koncerty činí 12 500 diváků. Leží v sousedství Stadionu Ference Puskáse a stejnojmenné stanice metra. V podzemním podlaží se nachází autobusová stanice.

## Historie
Výstavba arény započala 30. června 2001. Stavitelem se stala francouzská společnost Bouygues. Architektonický návrh zpracovali maďarští architekti z KÖZTI a anglicko-americké studio Sport Concepts. Na téže lokalitě nahradila sportovní halu Budapest Sportcsarnok postavenou roku 1982, jíž 15. prosince 1999 pohltil ničivý požár. Vlastní otevření proběhlo v březnu 2003 za přítomnosti ministra sportu a mládeže Jánosiho Györgyho. Během května 2004 pak získala název po maďarském boxeru Lászlu Pappovi, který se stal olympijským šampionem na Letních hrách 1948, 1952 a 1956.
Celková váha haly činí 200 tisíc tun včetně 50 tisíc tun betonu a 2,3 tisíce tuny ocelové konstrukce. Použito bylo jedenáct milionů šroubů a kilometry kabeláže.
Vnitřní prostor arény umožňuje technologické úpravy pro pořádání sportovních akcí od míčových odvětví přes gymnastiku, atletiku a motokros, až po extrémní sporty, jakými jsou závody vodních skútrů či surfing. Z kulturních událostí se v hale odehrávají koncerty, taneční show, opery, muzikály, činoherní představení a cirkusová vystoupení. Probíhají zde také konference, veletrhy a další společenské akce.

## Události
Aréna slouží jako domovská hala pro utkání maďarské hokejové reprezentace. Prvním velkým mezinárodním turnajem se stala skupina A I. divize Mistrovství světa v ledním hokeji 2003. Ve skupině Maďaři obsadili třetí místo. Během února hala hostila Mistrovství Evropy v krasobruslení 2004, o měsíc později pak Halové mistrovství světa v atletice 2004 a v prosinci přivítala Mistrovství Evropy v házené žen 2004. Následně v ní proběhlo Mistrovství světa v zápasu řecko-římském 2005.
Při příležitosti 80. výročí založení Svazu maďarského ledního hokeje odehráli maďarští hokejisté v roce 2007 přátelské utkání s obhájci olympijského zlata a úřadujícími mistry světa ze Švédska. Před osmi tisíci diváky v ochozech zvítězili 2–1 po prodloužení.
Od roku 2008 začal v aréně probíhat exhibiční tenisový turnaj Tennis Classics, jehož se v jednotlivých sezónách zúčastnili Stefan Edberg, Mats Wilander, Ivan Lendl, Thomas Muster, Robin Söderling nebo Tomáš Berdych. Společně s debrecínskou Főnix Hall se také stala dějištěm Mistrovství Evropy ve futsalu 2010.
Jedna z nižších úrovní hokejového světového šampionátu se v hale opět odehrála během dubnové I. divize Mistrovství světa v ledním hokeji 2011, v níž Maďaři obsadili druhé místo ve skupině A. Na Mistrovství Evropy v házené žen 2014 konaném v šesti maďarských a chorvatských městech v aréně vyvrcholil turnaj finálovou fází. Od roku 2014 palubovka každoročně hostila – k sezóně 2019/2020 – závěrečné Final Four v rámci házenkářské EHF Ligy mistrů žen.
Na přelomu srpna a září v ní proběhlo Mistrovství světa v judu 2017, v témže termínu pak o dva roky později Evropský šampionát ve volejbale žen 2019 a rovněž se stala jedním z dějišť Mistrovství Evropy v házené mužů 2022 během slovensko-maďarského pořadatelství. Hala byla vybrána pro premiérový ročník finálového turnaje Fed Cupu 2020, s položením antukových dvorců. Porazila tak další kandidáty Moskvu, Petrohrad, Berlín, Mnichov, Prahu, Vídeň a Chicago. Původně měla být další dvě fedcupová finále v letech 2021 a 2022 odehrána v nově postavené aréně pro 20 tisíc diváků. V důsledku koronavirové pandemie bylo první finále nejdříve o rok odloženo na duben 2021 a v květnu téhož roku se Budapešť pořadatelství tří finále vzdala.

## Galerie

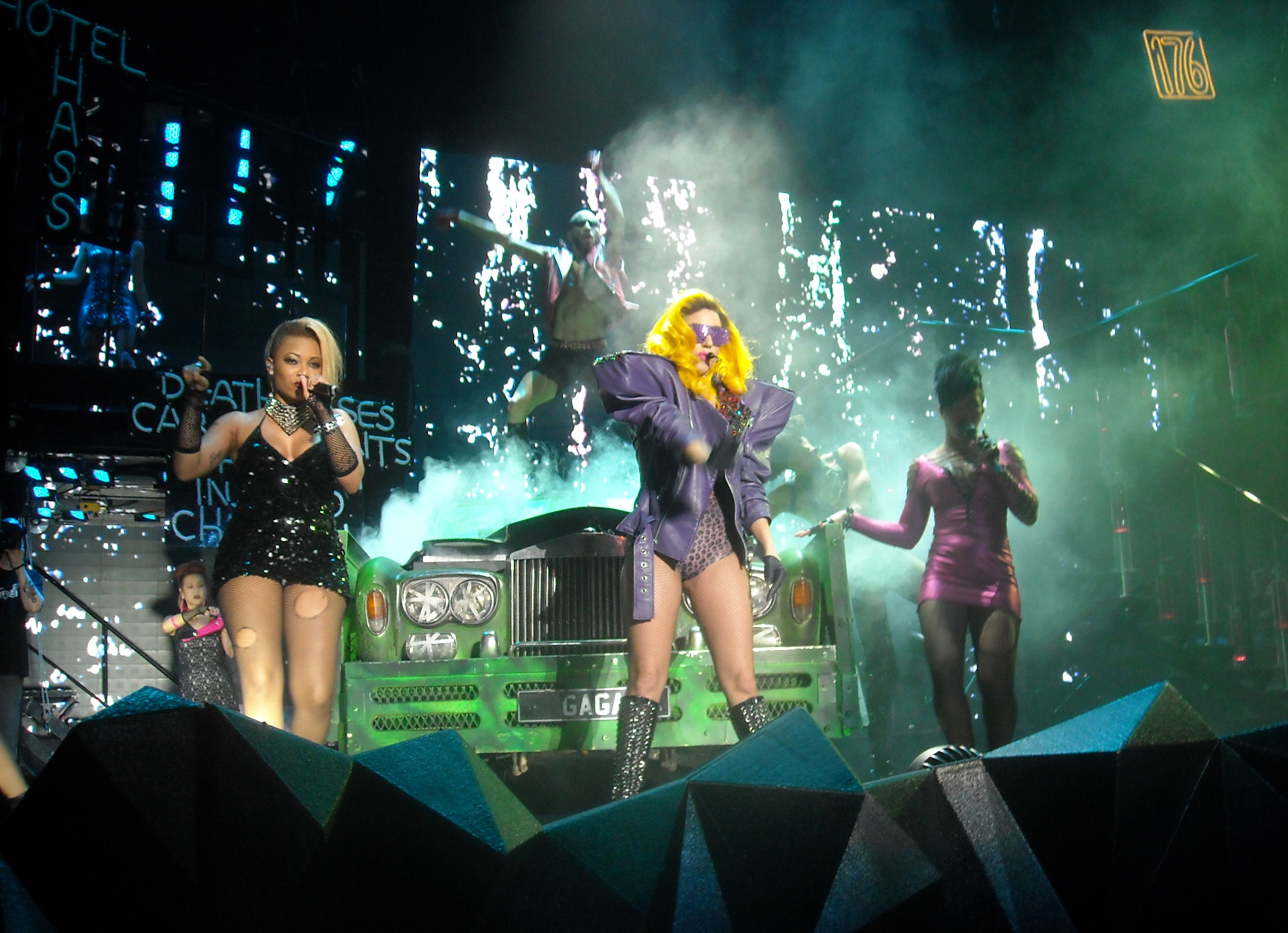
Lady Gaga: The Monster Ball Tour, 2010
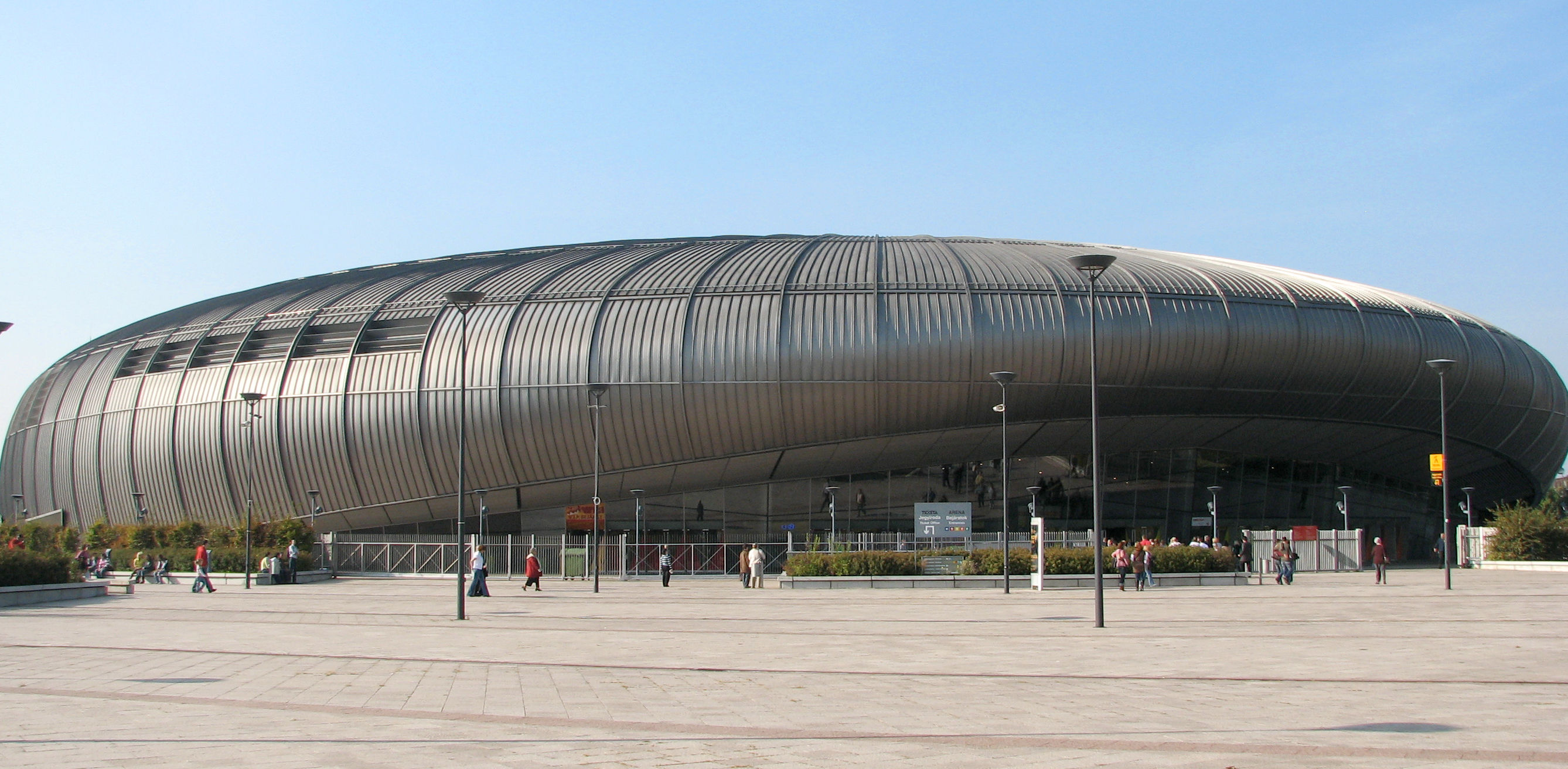
Exteriér arény
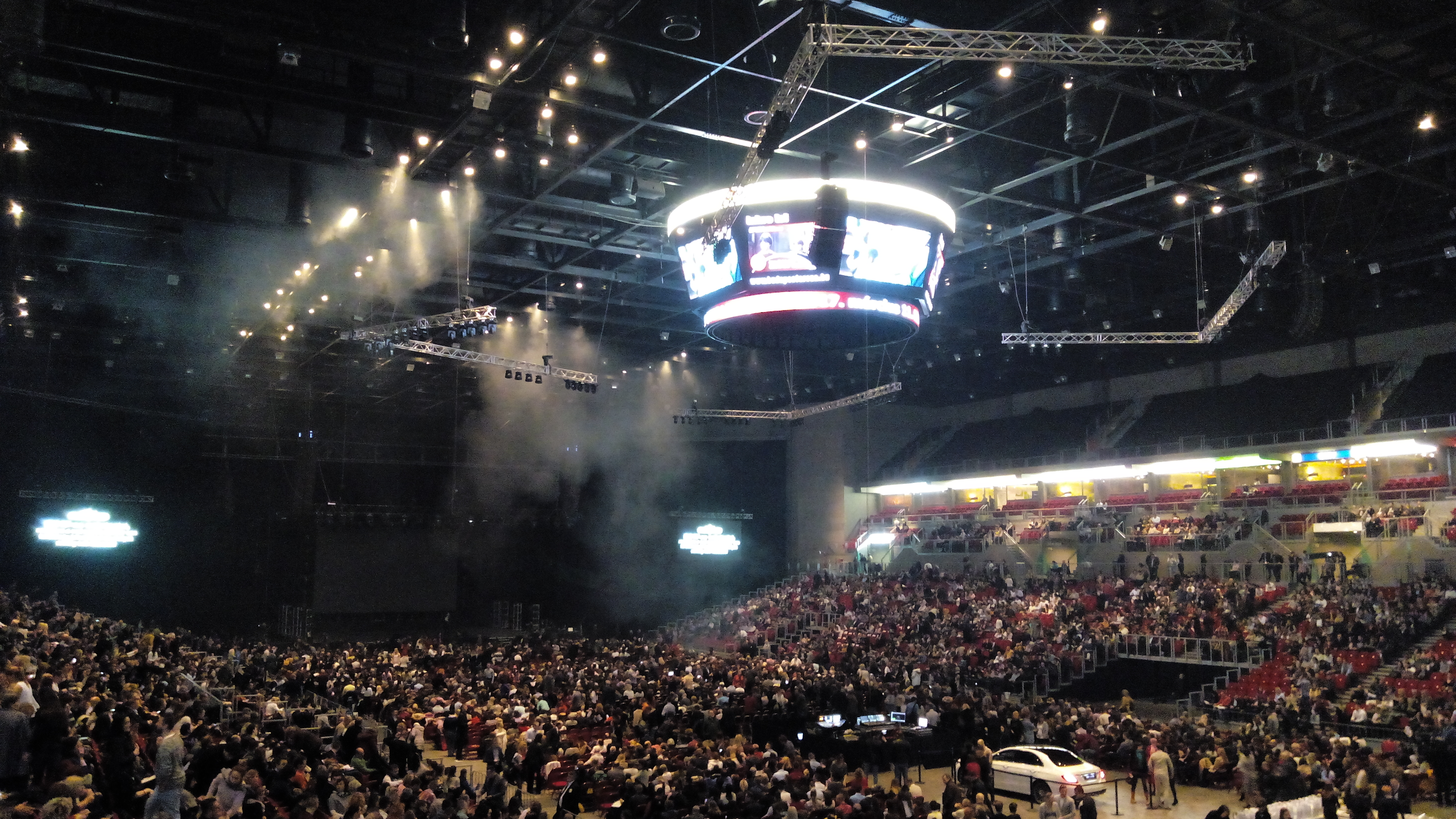
Interiér arény